# Музтагата
Музтагата́ (кит. упр. 慕士塔格峰, пиньинь Mùshìtǎgé Fēng, уйг. مۇز تاغ ئاتا‎, Музтағ Ата — «отец ледяных гор») — гора на Памире, расположенная на территории СУАР, Китай. Высота 7546 м, из-за пологого западного склона и относительно сухой погоды в регионе является одним из наиболее легко покоряемых пиков выше 7 тыс. м.
Музтагата располагается к югу от Конгура, высочайшего пика хребта Конгурмузтаг. Вместе они формируют почти изолированную группу, отделённую от хребта Куньлунь на востоке и от остального Памира на западе. К северо-востоку от этой горной системы лежит Таримский бассейн и пустыня Такла-Макан. Между вершинами расположено озеро Каракёль, рядом с которым проходит Каракорумское шоссе.
С ледяного купола Музтагаты спускается 16 ледников. Самый крупный из них — Коксель, расположенный на восточном склоне, имеет длину 21 км.
Шведский исследователь и географ Свен Гедин был первым, чья попытка покорить гору Музтаг-Ата в 1894 году была зафиксирована. Следующие попытки были предприняты в 1900 и 1904 и 1947 годах.
В 1956 году большая группа китайских и советских спортсменов успешно взошла на вершину через западный гребень, по маршруту, который теперь считается стандартным. Более сложные маршруты по восточному и по южному гребням вершины пройдены, соответственно, в 2000 году и в 2005 году.